# Román Andrés Burruchaga
Román Andrés Burruchaga (* 23. Januar 2002 in Buenos Aires) ist ein argentinischer Tennisspieler.

## Persönliches
Burruchaga ist Sohn des ehemaligen Fußball-Weltmeisters Jorge Burruchaga.

## Karriere
Burruchaga spielte bis 2020 auf der ITF Junior Tour. In der Jugend-Rangliste erreichte er mit Rang 18 seine höchste Notierung. Sein bestes Ergebnis bei Grand-Slam-Turnieren war im Einzel dreimal die zweite Runde. Seine Erfolge feierte er eher auf den niedrigeren Ebenen.
Bei den Profis spielte Burruchaga ab 2019, das Jahr, in dem er sich das erste Mal in der Tennisweltrangliste platzierte. 2021 war er auf der drittklassigen ITF Future Tour erstmals erfolgreich. Im Einzel und Doppel gewann er je beide Endspiele, in die er einzog. Dadurch zog er im Einzel in die Top 600 und im Doppel in die Top 800 ein. Anfang 2022 gewann er im Einzel in Tigre sein erstes Match auf der ATP Challenger Tour und zog ins Viertelfinale ein. Aus der Qualifikation startend gelang ihm dasselbe in Little Rock noch einmal; in Corrientes stand er sogar im Halbfinale. Die gewonnenen Punkte erlaubten ihm nun mehr häufiger bei Challengers an den Start zu gehen. Bis zum Jahresende erreichte er noch dreimal das Viertelfinale und zog in Lima das zweite Mal ins Halbfinale ein. Mit Daniel Altmaier schlug er erstmals einen Spieler der Top 100. Als Jahresabschluss gewann er ein Future-Turnier in Brasilien. Danach stand er auf Platz 265, bis dato sein Karrierehoch. Im Doppel war er ebenso erfolgreich. Neben einem Future-Titel stand er in sechs Halbfinals. Zusätzlich stand er zweimal im Endspiel, in Buenos Aires und Sevilla. Letzteres konvertierte er an der Seite von Facundo Díaz Acosta zu seinem ersten Challenger-Titel. Das Jahr schloss er auf Platz 196 ab.

## Erfolge
| Legende (Anzahl der Siege) |
| Grand Slam                 |
| ATP Finals                 |
| ATP Tour Masters 1000      |
| ATP Tour 500               |
| ATP Tour 250               |
| ATP Challenger Tour (2)    |

### Einzel

#### Turniersiege
| Nr. | Datum           | Turnier    | Belag | Finalgegner  | Ergebnis         |
| --- | --------------- | ---------- | ----- | ------------ | ---------------- |
| 1.  | 2. Februar 2025 | Piracicaba | Sand  | Facundo Mena | 7:68, 6:76, 7:64 |

### Doppel

#### Turniersiege
| Nr. | Datum             | Turnier | Belag | Partner             | Finalgegner                                   | Ergebnis          |
| --- | ----------------- | ------- | ----- | ------------------- | --------------------------------------------- | ----------------- |
| 1.  | 9. September 2022 | Sevilla | Sand  | Facundo Díaz Acosta | Nicolás Álvarez Varona Alberto Barroso Campos | 7:5, 6:78, [10:7] |